# SpongeBob-Schwammkopf-Computerspiele
Eine Reihe von Computerspielen ergänzt die Vermarktung der Zeichentrickserie SpongeBob Schwammkopf. Dabei unterscheiden sich die Konsolenversionen der Spiele mitunter stark von den PC-Versionen.

## Spiele
Folgende Spiele sind in deutscher Sprache erschienen, wurden aber nicht durch die deutschen Original-Sprecher synchronisiert.
| Jahr | Titel                                                       | Plattform(en)                                                        | Plattform(en)                     | Plattform(en)  |
| Jahr | Titel                                                       | Heimkonsole                                                          | Handheld-Konsole                  | Weitere        |
| ---- | ----------------------------------------------------------- | -------------------------------------------------------------------- | --------------------------------- | -------------- |
| 2001 | SpongeBob SquarePants: Legend of the Lost Spatula           |                                                                      | Game Boy Color                    |                |
| 2001 | SpongeBob SquarePants: Operation Krabby Patty               |                                                                      |                                   | Windows        |
| 2001 | SpongeBob SquarePants: SuperSponge                          | PlayStation                                                          | Game Boy Advance                  |                |
| 2002 | SpongeBob SquarePants: Employee of the Month                |                                                                      |                                   | Windows        |
| 2002 | SpongeBob: Revenge of the Flying Dutchman                   | PlayStation 2, GameCube                                              | Game Boy Advance                  |                |
| 2003 | SpongeBob Schwammkopf: Schlacht um Bikini Bottom            | PlayStation 2, GameCube, Xbox                                        | Game Boy Advance                  | Windows        |
| 2004 | SpongeBob Schwammkopf – Der Film                            | PlayStation 2, GameCube, Xbox                                        | Game Boy Advance                  | Windows, macOS |
| 2005 | SpongeBob Schwammkopf – Der gelbe Rächer                    |                                                                      | Nintendo DS, PlayStation Portable |                |
| 2005 | SpongeBob Schwammkopf – Film ab!                            | PlayStation 2, GameCube, Xbox                                        | Game Boy Advance                  | Windows        |
| 2006 | SpongeBob Schwammkopf – Die Kreatur aus der Krossen Krabbe  | PlayStation 2, GameCube, Wii                                         | Game Boy Advance, Nintendo DS     | Windows        |
| 2008 | SpongeBobs Atlantisches Abenteuer                           | PlayStation 2, Wii                                                   | Nintendo DS                       |                |
| 2008 | SpongeBob und der magische Stift – Drawn to Life            |                                                                      | Nintendo DS                       |                |
| 2008 | SpongeBob & seine Freunde – Die Macht des Schleims          | PlayStation 2, Wii                                                   | Nintendo DS                       |                |
| 2009 | SpongeBob Schwammkopf – Küchenchef                          |                                                                      | Nintendo DS                       |                |
| 2009 | SpongeBob's Eiskalt Entwischt                               | Wii, Xbox 360                                                        | Nintendo DS, PlayStation Portable |                |
| 2010 | SpongeBob Schwammkopf – Volle Kanne Vollgas                 | Wii                                                                  | Nintendo DS                       |                |
| 2011 | SpongeBob Schwammkopf – Verflixt und Zugemalt               | Wii                                                                  | Nintendo 3DS                      |                |
| 2011 | SpongeBob Schwammkopf – Surf & Skate Tour                   | Xbox 360                                                             | Nintendo DS                       |                |
| 2013 | SpongeBob: Mein Bikini Bottom                               |                                                                      |                                   | iOS            |
| 2020 | SpongeBob Schwammkopf: Schlacht um Bikini Bottom Rehydrated | PlayStation 4, PlayStation 5, Xbox One, Xbox Series, Nintendo Switch |                                   | Windows        |
| 2023 | SpongeBob Schwammkopf: The Cosmic Shake                     | PlayStation 4, PlayStation 5, Xbox One, Xbox Series, Nintendo Switch |                                   | Windows        |

### SpongeBob Squarepants: Operation Krabby Patty
Am Anfang des Spiels kann der Spieler sich entscheiden, ob SpongeBob auf der rechten (der richtigen) oder auf der linken (der falschen) Seite des Bettes aufwacht – dies bestimmt den weiteren Spielverlauf:
- Falsche Seite: In diesem Modus wird Gary entführt. Alles, was der Täter hinterlassen hat, ist ein Tonband des Täters, in Wahrheit ist es Plankton. Nun ist SpongeBob gezwungen, das Erforderte zu erfüllen und stürzt sich in ein rasantes Abenteuer.
- Richtige Seite: Dieser Modus bietet dieselben Level wie die falsche Seite. Der einzige Unterschied ist, dass der Bezug zur eigentlichen Story fehlt; das heißt, Gary wird in diesem Modus nicht entführt. Es gibt außerdem kleinere Abweichungen, z. B. spielt man das Level auf den Quallenfeldern nicht mit Patrick, sondern mit Sandy.

### SpongeBob Schwammkopf – Schlacht um Bikini Bottom
In SpongeBob Schwammkopf – Schlacht um Bikini Bottom geht es darum, dass der Spieler als Spongebob, Patrick und Sandy Planktons außer Kontrolle geratene Roboter davon abhalten muss, Schäden an Bikini Bottom anzurichten. Dies passiert in vielen Welten wie den Quallenfeldern oder der Goo Lagune und ist vom Spielprinzip als 3D-Jump ’n’ Run aufgebaut. Das Original erschien ursprünglich für Nintendo GameCube, PlayStation 2 und Xbox. Die Version für PC knüpfte an die Handlung der Konsolenversionen an, war jedoch ein Point-and-Click-Rätselspiel. Die Konsolenversion des Spiels erhielt im Jahr 2020 ein Remake, welches auch für PC erschien.

### SpongeBob Schwammkopf – Film ab!
In diesem Spiel geht es darum, in verschiedenen Minispielen neue Modi und Ebenen freizuschalten. Als Handlung dient dabei die Möglichkeit, sich für eine Rolle in einer TV-Sendung mit Meerjungfraumann und Blaubarschbube bewerben zu können.

### SpongeBob Schwammkopf – Der gelbe Rächer
In diesem Spiel erhält man im Spielverlauf unterschiedlichste Superkräfte, die SpongeBobs Superhelden Meerjungfraumann und Blaubarschbube ebenso besitzen. Mit diesen kämpft er gegen die Drecksackblase. Andere Feinde kommen der Drecksackblase aber zur Hilfe.

### SpongeBob Schwammkopf – Die Kreatur aus der Krossen Krabbe
Insgesamt handelt es sich um eine Mischung aus Jump ’n’ Run und Racer. Gerade für Kinder interessant ist, dass man Stück für Stück an die Fähigkeiten der Charaktere herangeführt wird. Ganz ohne Gewalt kommt das Spiel auch nicht aus, diese wird aber recht harmlos umgesetzt. In diesem Spiel erlebt man in neun Traumwelten ein Bikini Bottom, wie es in der Serie nicht vorkommt. Als SpongeBob kann man einen Hot-Rod fahren, muss dem riesigen Alaskawurm entkommen und fliegt mit einem Jagdflugzeug. Patrick wird in seinem Traum in den Weltraum katapultiert und muss seine Rakete zurück nach Bikini Bottom lenken. Der Seesternmann hat ebenfalls zwei Abenteuer zu bestehen und als Riesenplankton muss man zuerst der Riesenbulette entkommen und kann dann in Bikini Bottom randalieren. In einem großen Finale treten dann SpongeBob, Patrick und Plankton gegeneinander zu einem Rennen an. Zusätzlich gibt es die vier Bonusspiele Schrottsortierung, Meteorwahnsinn, Hüpfburger und Durchrütteln. Um diese aktivieren zu können, muss man im normalen Spielmodus alle Schlafsamen einsammeln.

### SpongeBob und der magische Stift – Drawn to Life
In diesem Spiel zeichnen SpongeBob und Patrick aus Versehen Kritzelbob, dieser entführt fast alle Bewohner aus Bikini Bottom. In diesem Spiel kann der Spieler Dinge zeichnen.

### SpongeBob’s Eiskalt Entwischt
Dieses Spiel erschien in Anlehnung an den TV-Film Eiskalt Entwischt. SpongeBob soll auf die Krabbenburger-Geheimformel aufpassen und verliert sie. Seine Freunde müssen ihm helfen wieder glücklich zu werden, damit er sich erinnern kann, wo er sie verloren haben könnte. SpongeBob kann sich durch Power-Ups in Sandy, Patrick und Thaddäus verwandeln, zu Muskelbob oder unverwundbar werden.

### SpongeBob: Mein Bikini Bottom
SpongeBob: Mein Bikini Bottom ist ein Spiel, in dem man sich sein eigenes Bikini Bottom aufbauen kann mit den originalen Gebäuden von der Serie.

### SpongeBob Schwammkopf: Schlacht um Bikini Bottom - Rehydrated
Am 5. Juni 2019 kündigte THQ Nordic den Remake/Remaster SpongeBob Schwammkopf: Schlacht um Bikini Bottom - Rehydrated für Xbox One, PS4, PC und Nintendo Switch an. Die Neuauflage bietet einen Mehrspieler-Modus, in dem man sich gemeinsam mit Freunden Herausforderungen stellt. Der Titel erschien am 23. Juni 2020 und erhielt gemischte Rezensionen.

## Deutschsprachige Synchronisation
In den deutschsprachigen Fassungen der Spiele wurden die Figuren nicht von den eigentlichen Synchronsprechern vertont. Die meisten Spiele wurden unter Leitung der G&G Tonstudios in Kaarst synchronisiert mit folgenden Sprechern:
| Rolle                 | Originalsprecher                      | Deutscher Synchronsprecher   |
| --------------------- | ------------------------------------- | ---------------------------- |
| Erzähler              | Tom Kenny                             | Daniel Werner                |
| SpongeBob Schwammkopf | Tom Kenny                             | Vittorio Alfieri             |
| Patrick Star          | Bill Fagerbakke                       | Karlheinz Tafel              |
| Sandy Cheeks          | Carolyn Lawrence                      | Cathlen Gawlich              |
| Sheldon J. Plankton   | Mr. Lawrence                          | Hans Bayer                   |
| Larry                 | Mr. Lawrence                          | Renier Baaken                |
| Nachrichtensprecher   | Mr. Lawrence                          | Jürg Löw                     |
| Thaddäus Tentakel     | Rodger Bumpass                        | Hans-Gerd Kilbinger          |
| Mrs. Puff             | Mary Jo Catlett                       | Karin Buchali                |
| Mr. Eugene H. Krabs   | Joe Whyte Clancy Brown Bob Joles      | Reinhard Schulat (2002–2010) |
| Meerjungfraumann      | Ernest Borgnine Joe Whyte Joe Alaskey | Stefan Schleberger           |
| Blaubarschbube        | Tim Conway                            | Gregor Höppner               |

Beginnend in 2013 wiederholten die Sprecher des deutschen Original-Dubs ihre Rollen, Eberhard Prüter sprach Thaddäus in Mein Bikini Bottom und Planktons Fiese Robo Rache. Er starb im Jahr 2014 und wurde neben Tobias Lelle durch einen Sprecher ersetzt.